# Astragalus macrodon
Astragalus macrodon är en ärtväxtart som först beskrevs av William Jackson Hooker och George Arnott Walker Arnott, och fick sitt nu gällande namn av Asa Gray. Astragalus macrodon ingår i släktet vedlar, och familjen ärtväxter. Inga underarter finns listade i Catalogue of Life.